# Eesti Motorcar Manufacturing Company
Eesti Motorcar Manufacturing Company Ltd. bzw. Eesti Engineering war ein US-amerikanischer Hersteller von Automobilen.

## Unternehmensgeschichte
Das Unternehmen wurde am 26. Juli 1982 in Poway in Kalifornien gegründet. 1983 begann die Produktion von Automobilen und Kit Cars. Der Markenname lautete Eesti. 1985 endete die Produktion. Nach dem 11. Mai 1994 ist nichts mehr bekannt.

## Fahrzeuge
Im Angebot stand ein zweisitziges Coupé. Ein Fahrgestell aus Stahl bildete die Basis. Darauf wurde eine geschlossene Karosserie aus Fiberglas montiert. Verschiedene Vierzylinder-Reihenmotoren und V6-Motoren von General Motors waren hinter den Sitzen montiert und trieben die Hinterräder an.